# Kino Světozor

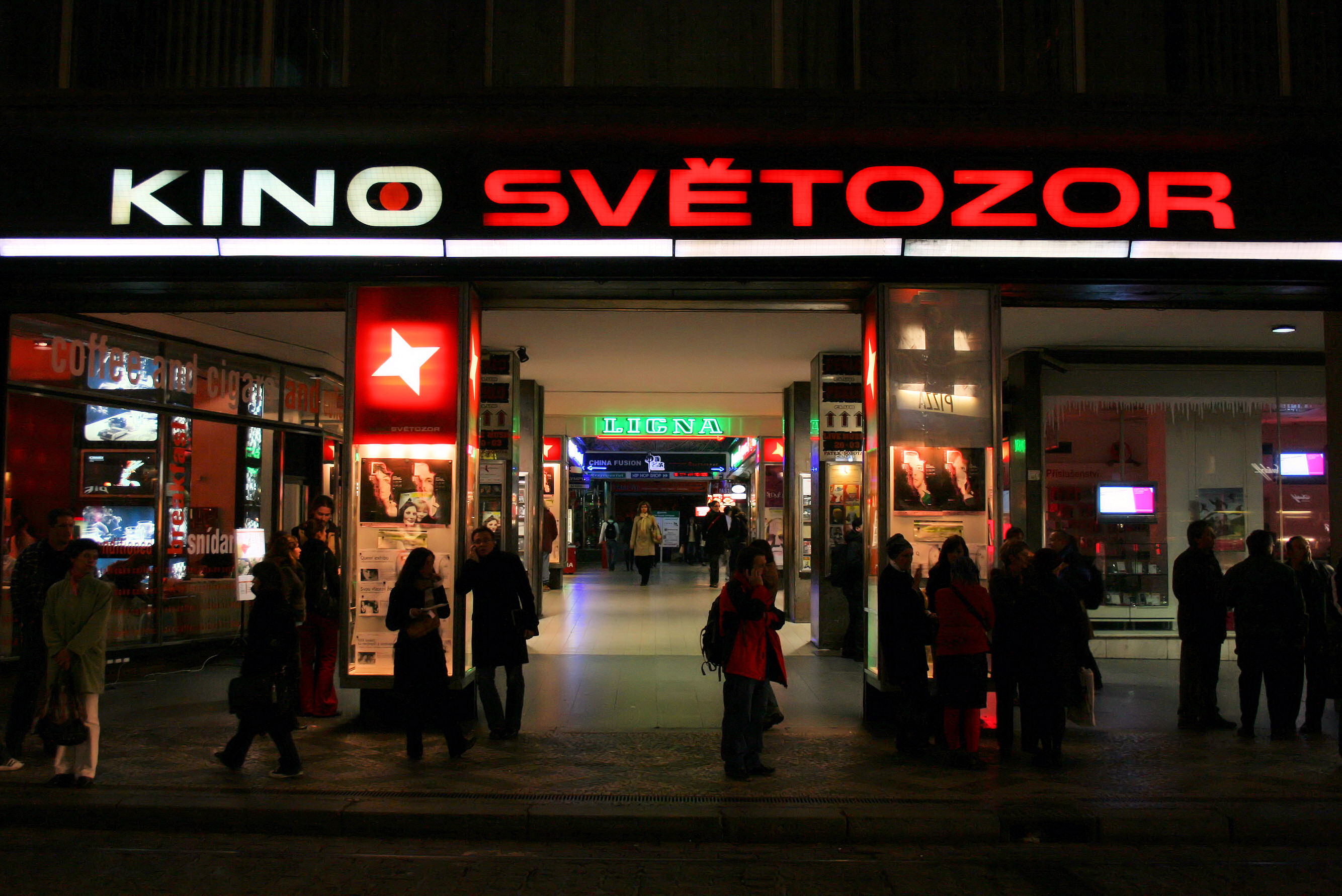
Vchod do pasáže Světozor s kinem Světozor

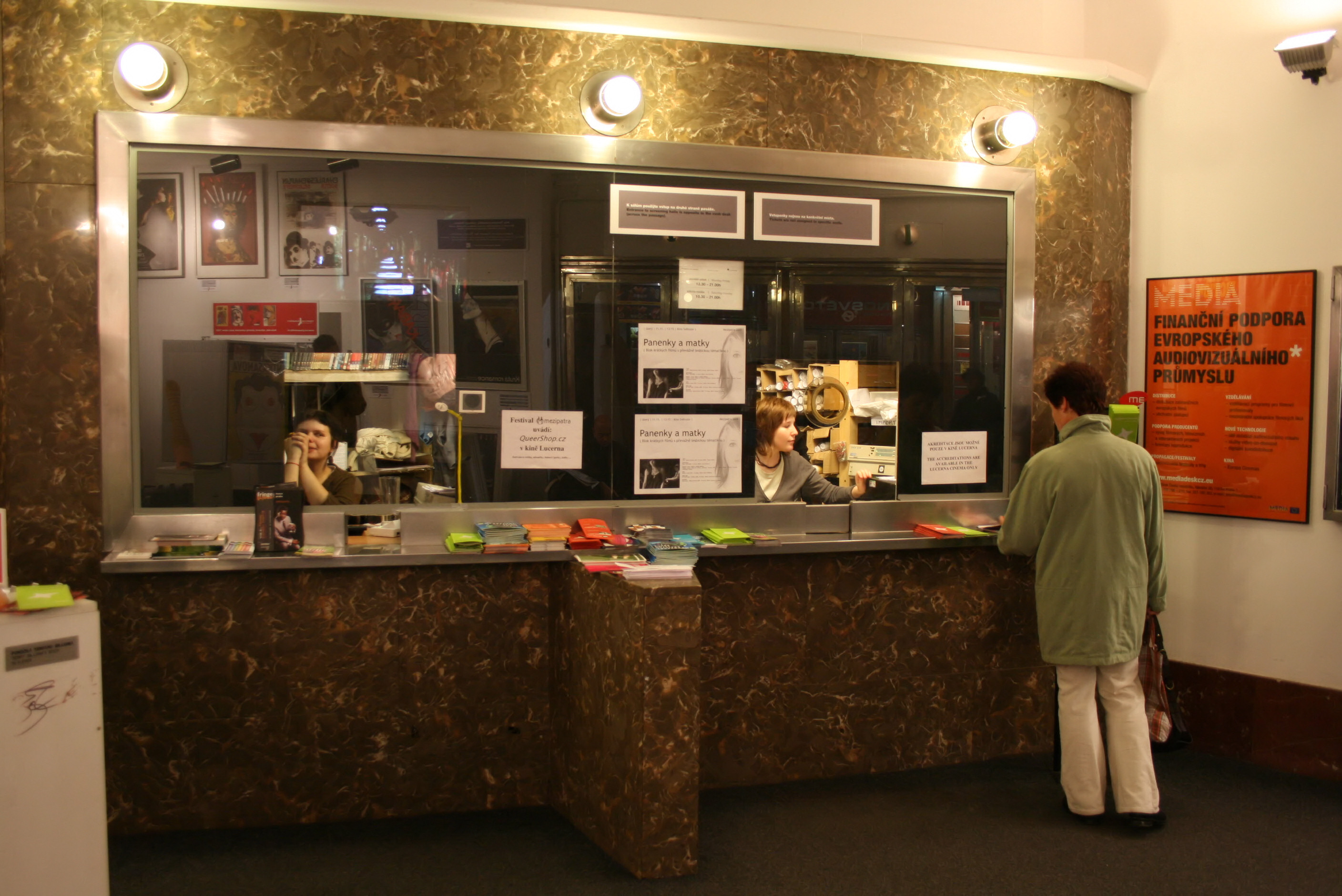
Pokladny kina

Kino Světozor je pražský kinosál zbudovaný pod stejnojmennou pasáží roku 1918. Několik let po první projekci bylo kino přeměněno na kabaret, ale k původní funkci se vrátilo v roce 1957 po přestavbě na panoramatické kino. V roce 1968 byl ve Světozoru uveden Kinoautomat představený původně na výstavě Expo ’67 v Montrealu. Od roku 2004 se Světozor stal artovým premiérovým kinem.

## Historie
Kino Světozor je umístěno na rohu Václavského náměstí a Vodičkovy ulice v Paláci České banky č. p. 791. Ten byl vystavěn v letech 1914–1918 a architektonicky spadá do období secese a moderny. Autorem projektu byl Osvald Polívka, fasádu navrhl Josef Sakař.
U zrodu kina stála společnost Kinema, která byla založena v roce 1913. Jejím zakladatelem byl bývalý pražský starosta, poslanec a majitel advokátní kanceláře Dr. Vladimír Srb. Stavba kina probíhala společně s výstavbou celého domu a byla dokončena 8. prosince 1918. Původní název kina byl Elektra, zakrátko byl však změněn na Světozor. Kinosál byl značně protažený, výrazně svažitý a bez balkonu, s 33 řadami sedadel a lóžemi po stranách i na konci hlediště. Jeho kapacita činila cca 700 míst.
Po obnovení původního účelu v roce 1957 byla roku 1958 provedena rekonstrukce – kino bylo přestavěno na panoramatické a byly odstraněny zadní lóže. Roku 1968 zde byl instalován Kinoautomat a při té příležitosti došlo k další úpravě s výslednými 26 řadami sedadel a bez bočních lóží. Dosud poslední rekonstrukce byla provedena v letech 2007–2008. Sál byl vybaven novými sedačkami, ozvučením, oponou a zvukovou izolací.
Od dubna 2007 je jedním ze čtyř pražských artových kin prezentovaných pod společnou značkou Osa 9, protože je spojuje tramvajová linka 9: kino Světozor, kino Evald, kino Mat a kino Aero.